# Paul Thirlwell
Pour les articles homonymes, voir Thirlwell.
Paul Thirlwell est un footballeur anglais né le 13 février 1979 à Springwell village. Il évolue au poste de milieu de terrain.
Il a reçu une sélection en équipe d'Angleterre des moins de 21 ans lors de l'année 2001.
Il a joué un total de 46 matchs en Premier League (1re division anglaise).

## Carrière
- 1997-2004 : Sunderland AFC  Angleterre
- 1999 : → Swindon Town (prêt)  Angleterre
- 2004-2005 : Sheffield United  Angleterre
- 2005-2007 : Derby County  Angleterre
- 2006 : → Carlisle United (prêt)  Angleterre
- 2007- : Carlisle United  Angleterre[1],[2]